# PC-804 (schip, 1945)
De PC-804 was een onderzeebootjager en patrouilleschip van de PC-461-klasse die in 1943 werd gebouwd bij Commercial Iron Works in Portland voor de United States Navy. Op 6 februari 1945 werd het in dienst genomen. In augustus 1945 werd het hernoemd naar control submarine chaser PCC-804. Het werd in 1951 omgedoopt in Submarex en daarna omgebouwd tot het eerste boorschip.

## PCC-804
Het nam deel aan de Pacific War en had onder meer op 24 juli 1945 een aanval van Kaitens vanuit de I-53 te verduren tijdens een konvooi van Okinawa naar de Filipijnen. De PCC-804 kwam hier ongeschonden uit, maar de USS Underhill werd geraakt en ging ten onder. De PCC-804 wist daarbij tientallen drenkelingen te redden. Na de oorlog keerde het terug naar de Amerikaanse westkust en in 1948 werd het overgedragen aan de Maritime Commission.

## Submarex
Het werd in 1951 verkocht aan het CUSS-consortium dat in 1949 gevormd was toen Shell Oil zich voegde bij Continental Oil, Union Oil en Superior Oil om technieken te ontwikkelen om voor de kust van Californië te kunnen boren. Waar de waterdiepte in de Golf van Mexico geleidelijk toeneemt, is deze bij Californië al dicht bij de kust te diep voor platforms die op de zeebodem rusten.
Het werd omgebouwd en Submarex gedoopt, voor submarine exploration. Aanvankelijk nam men bodemmonsters met behulp van een eenvoudige sleepbak op de draglinemethode en na deze veredelde puts ging men over tot stootbuizen. Na deze kernbuis werd in 1952 een boortoren geplaatst via een cantilever over de bakboordszijde. Deze had een draaitafel naar ontwerp van William Rand om kernboringen uit te voeren. Hierbij moesten de methodes zoals die gebruikt werden op land en platforms worden aangepast aan het bewegende schip. Dit betrof onder meer:
- het zetten en cementeren van verbuizing
- het ontwerp van een stijgbuis (riser) met schuifverbinding om het dompen op te vangen
- het circuleren van boorvloeistof (mud) door deze stijgbuis

In 1953 werd begonnen met boren en een van de bevindingen was dat de boortoren over de zijde het geheel gevoeliger maakte voor scheepsbewegingen. Al met al bleek het niet geschikt voor het risicovollere olieboren en beperkte men zich tot kernboring. De ervaringen werden daarna verwerkt in de ombouw van de in 1954 aangekochte CUSS I. Zo boorde deze door een moonpool in de midscheeps.
Toen in september 1958 CUSS ontbonden werd, nam Union Oil alle aandelen over en bracht deze onder in Global Marine.

## Carl D. Bradley
Met modernere schepen in de vloot lag de Submarex al geruime tijd opgelegd toen het in 1959 een bijzondere opdracht verkreeg. Omdat de Submarex als een van de eerste over een onderwatercamera beschikte, werd het in 1959 gevraagd om het wrak van een gezonken laker te onderzoeken dat op 18 november 1958 was gezonken in het Michiganmeer, waarbij 33 van de 35 opvarenden om waren gekomen. De Carl D. Bradley was eigendom van Michigan Limestone, onderdeel van U.S. Steel. U.S. Steel was verwikkeld in een rechtszaak en wilde vaststellen dat er geen sprake was van achterstallig onderhoud, maar van een act of God of force majeure.
Via het Panamakanaal bereikte de Submarex de Grote Meren en wist het wrak te lokaliseren op een waterdiepte van 360 voet (110 meter), toen nog te diep voor duikers. Met behulp van de onderwatercamera werd vastgesteld dat het schip niet gebroken was, zoals de overlevenden stelden, maar in zijn geheel was gezonken.

## Laatste jaren
Voor de Universiteit van Michigan en de Universiteit van Minnesota Duluth deed de Submarex in 1960 wetenschappelijke kernboringen in Lake Superior. Voor El Paso Gas boorde het het in het Eriemeer.
In oktober 1963 vertrok het van de Grote Meren naar Los Angeles. Toen Cesare Emiliani van de Universiteit van Miami daarvan hoorde, huurde deze het schip om wetenschappelijke kernboringen te verrichten in de Nicaragua Rise voor de kust van Jamaica voor Project LOCO (long cores). Daartoe moest de Submarex uitankeren in water van zo'n 2000 voet (600 meter). Dit project en Project Mohole dat door de CUSS I was uitgevoerd, droegen bij aan de theorieën van oceanische spreiding en platentektoniek.
Daarna keerde het terug naar Long Beach waar het opgelegd werd tot het in 1966 werd gesloopt.